# Campionati mondiali under 23 di slittino
I campionati mondiali under 23 di slittino sono una competizione sportiva che assegna il titolo mondiale di slittino su pista artificiale agli atleti senior che non hanno ancora superato i 23 anni nell'anno in cui si disputa la manifestazione.
Si disputano contemporaneamente ai campionati mondiali di slittino con la modalità "gara nella gara" e un atleta può concorrere per entrambe le classifiche previo il rispetto dei requisiti di età. Questa speciale classifica (di fatto non si tratta di una vera e propria categoria in quanto inclusa nella gara "senior") è stata inserita per la prima volta durante i mondiali di Cesana Torinese 2011.

## Albo d'oro

### Singolo donne
| Anno | Luogo                | Oro                           | Argento                     | Bronzo                         |
| ---- | -------------------- | ----------------------------- | --------------------------- | ------------------------------ |
| 2011 | Cesana Torinese      | Natalie Geisenberger Germania | Carina Schwab Germania      | Sandra Gasparini Italia        |
| 2012 | Altenberg            | Tat'jana Ivanova Russia       | Dayna Clay Canada           | Sandra Gasparini Italia        |
| 2013 | Whistler             | Aileen Frisch Germania        | Kimberley McRae Canada      | Arianne Jones Canada           |
| 2015 | Sigulda              | Ekaterina Katnikova Russia    | Summer Britcher Stati Uniti | Ekaterina Baturina Russia      |
| 2016 | Schönau am Königssee | Julia Taubitz Germania        | Summer Britcher Stati Uniti | Viktorija Demčenko Russia      |
| 2017 | Igls                 | Summer Britcher Stati Uniti   | Julia Taubitz Germania      | Viktorija Demčenko Russia      |
| 2019 | Winterberg           | Julia Taubitz Germania        | Hannah Prock Austria        | Natalie Maag Svizzera          |
| 2020 | Soči                 | Anna Berreiter Germania       | Cheyenne Rosenthal Germania | Madeleine Egle Austria         |
| 2021 | Schönau am Königssee | Anna Berreiter Germania       | Lisa Schulte Austria        | Ashley Farquharson Stati Uniti |
| 2023 | Oberhof              | Merle Fräbel Germania         | Lisa Schulte Austria        | Hannah Prock Austria           |
| 2024 | Altenberg            | Merle Fräbel Germania         | Verena Hofer Italia         | Melina Fischer Germania        |
| 2025 | Whistler             | Merle Fräbel Germania         | Embyr-Lee Susko Canada      | Trinity Ellis Canada           |

### Singolo uomini
| Anno | Luogo                | Oro                         | Argento                        | Bronzo                         |
| ---- | -------------------- | --------------------------- | ------------------------------ | ------------------------------ |
| 2011 | Cesana Torinese      | Felix Loch Germania         | Wolfgang Kindl Austria         | Reinhard Egger Austria         |
| 2012 | Altenberg            | Felix Loch Germania         | Evgenij Voskresenskij Russia   | Dominik Fischnaller Italia     |
| 2013 | Whistler             | Dominik Fischnaller Italia  | Taylor Morris Stati Uniti      | John Fennell Canada            |
| 2015 | Sigulda              | Aleksandr Peretjagin Russia | Riks Kristens Rozītis Lettonia | Dominik Fischnaller Italia     |
| 2016 | Schönau am Königssee | Tucker West Stati Uniti     | David Gleirscher Austria       | Armin Frauscher Austria        |
| 2017 | Igls                 | Roman Repilov Russia        | Armin Frauscher Austria        | Theo Gruber Italia             |
| 2019 | Winterberg           | Roman Repilov Russia        | Kristers Aparjods Lettonia     | Jonathan Gustafson Stati Uniti |
| 2020 | Soči                 | Jonas Müller Austria        | Kristers Aparjods Lettonia     | Jonathan Gustafson Stati Uniti |
| 2021 | Schönau am Königssee | Max Langenhan Germania      | Moritz Elias Bollmann Germania | Gints Bērziņš Lettonia         |
| 2023 | Oberhof              | Timon Grancagnolo Germania  | David Nößler Germania          | Gints Bērziņš Lettonia         |
| 2024 | Altenberg            | Timon Grancagnolo Germania  | Gints Bērziņš Lettonia         | Alex Gufler Italia             |
| 2025 | Whistler             | Gints Bērziņš Lettonia      | Timon Grancagnolo Germania     | Kaspars Rinks Lettonia         |

### Doppio
| Anno | Luogo                | Oro                                           | Argento                                  | Bronzo                                           |
| ---- | -------------------- | --------------------------------------------- | ---------------------------------------- | ------------------------------------------------ |
| 2011 | Cesana Torinese      | Ludwig Rieder Patrick Rastner Italia          | Tristan Walker Justin Snith Canada       | Toni Eggert Sascha Benecken Germania             |
| 2012 | Altenberg            | Aleksandr Denis'ev Vladislav Antonov Russia   | Tristan Walker Justin Snith Canada       | Ludwig Rieder Patrick Rastner Italia             |
| 2013 | Whistler             | Tristan Walker Justin Snith Canada            | Ludwig Rieder Patrick Rastner Italia     | Andrej Bogdanov Andrej Medvedev Russia           |
| 2015 | Sigulda              | Andrej Bogdanov Andrej Medvedev Russia        | Florian Gruber Simon Kainzwaldner Italia | Park Jin-yong Cho Jung-myung Corea del Sud       |
| 2016 | Schönau am Königssee | Wojciech Chmielewski Jakub Kowalewski Polonia | Florian Gruber Simon Kainzwaldner Italia | Park Jin-yong Cho Jung-myung Corea del Sud       |
| 2017 | Igls                 | Thomas Steu Lorenz Koller Austria             | Florian Gruber Simon Kainzwaldner Italia | Kristens Putins Imants Marcinkēvičs Lettonia     |
| 2019 | Winterberg           | Vsevolod Kaškin Konstantin Koršunov Russia    | Ivan Nagler Fabian Malleier Italia       | Vasile Marian Gîtlan Flavius Ion Crăciun Romania |
| 2020 | Soči                 | Vsevolod Kaškin Konstantin Koršunov Russia    | Ivan Nagler Fabian Malleier Italia       | Andrej Šander Semën Mikov Kazakistan             |
| 2021 | Schönau am Königssee | Ivan Nagler Fabian Malleier Italia            | Hannes Orlamünder Paul Gubitz Germania   | Mārtiņš Bots Roberts Plūme Lettonia              |

### Doppio donne
| Anno | Luogo     | Oro                                            | Argento                                    | Bronzo                                |
| ---- | --------- | ---------------------------------------------- | ------------------------------------------ | ------------------------------------- |
| 2023 | Oberhof   | Jessica Degenhardt Cheyenne Rosenthal Germania | Selina Egle Lara Kipp Austria              | Anda Upīte Sanija Ozoliņa Lettonia    |
| 2024 | Altenberg | Selina Egle Lara Kipp Austria                  | Maya Chan Reannyn Weiler Stati Uniti       | Anna Čežíková Lucie Jansová Rep. Ceca |
| 2025 | Whistler  | Selina Egle Lara Kipp Austria                  | Marta Robežniece Kitija Bogdanova Lettonia | Beattie Podulsky Kailey Allan Canada  |

### Doppio uomini
| Anno | Luogo     | Oro                                                                                        | Argento                                                                                    | Bronzo                                                                                     |
| ---- | --------- | ------------------------------------------------------------------------------------------ | ------------------------------------------------------------------------------------------ | ------------------------------------------------------------------------------------------ |
| 2023 | Oberhof   | Zachary DiGregorio Sean Hollander Stati Uniti                                              | Juri Gatt Riccardo Schöpf Austria                                                          | Eduards Ševics-Mikeļševics Lūkass Krasts Lettonia                                          |
| 2024 | Altenberg | Juri Gatt Riccardo Schöpf Austria                                                          | Eduards Ševics-Mikeļševics Lūkass Krasts Lettonia                                          | Marcus Mueller Ansel Haugsjaa Stati Uniti                                                  |
| 2025 | Whistler  | titolo non assegnato in quanto non venne raggiunto il numero minimo di partecipanti (tre). | titolo non assegnato in quanto non venne raggiunto il numero minimo di partecipanti (tre). | titolo non assegnato in quanto non venne raggiunto il numero minimo di partecipanti (tre). |

## Medagliere
| Pos.   | Paese         | Oro | Argento | Bronzo | Totale |
| ------ | ------------- | --- | ------- | ------ | ------ |
| 1      | Germania      | 15  | 7       | 2      | 24     |
| 2      | Russia        | 9   | 1       | 4      | 14     |
| 3      | Austria       | 5   | 8       | 4      | 17     |
| 4      | Italia        | 3   | 7       | 7      | 17     |
| 5      | Stati Uniti   | 3   | 4       | 4      | 11     |
| 6      | Lettonia      | 1   | 6       | 7      | 14     |
| 7      | Canada        | 1   | 5       | 4      | 10     |
| 8      | Polonia       | 1   | 0       | 0      | 1      |
| 9      | Corea del Sud | 0   | 0       | 2      | 2      |
| 10     | Kazakistan    | 0   | 0       | 1      | 1      |
| 10     | Rep. Ceca     | 0   | 0       | 1      | 1      |
| 10     | Romania       | 0   | 0       | 1      | 1      |
| 10     | Svizzera      | 0   | 0       | 1      | 1      |
| Totale | Totale        | 38  | 38      | 38     | 114    |